# Cal Curriu
Cal Curriu és una casa de Tavertet (Osona) inclosa a l'Inventari del Patrimoni Arquitectònic de Catalunya.

## Descripció
Casa de petites dimensions, unida per una mitgera a altre casa i lliure per la resta de façanes. La teulada és a doble vessant amb el carener paral·lel a la façana. A la planta baixa s'obre al centre la porta d'entrada i a l'esquerra una finestra i al primer pis, al mateix eix que les obertures inferiors, s'obren dues finestres i a la dreta hi ha una petita obertura quadrangular. El parament és de pedres irregulars excepte els brancals i llindes de les obertures i els angles de la casa que són de grans carreus de pedra.